# ヴァンサン・コンパニ
ヴァンサン・コンパニ（Vincent Kompany, フランス語発音: [vɛ̃sɑ̃ kɔ̃pani]; 1986年4月10日 - ）は、ベルギー・イクル出身の元同国代表サッカー選手。現役時代のポジションはディフェンダー、ミッドフィールダー。2024年よりFCバイエルン・ミュンヘンの監督を務めている。

## クラブ経歴

### RSCアンデルレヒト
RSCアンデルレヒトでキャリアをスタートし、2003-04シーズンのUEFAチャンピオンズリーグのFCラピド・ブカレスト戦でデビューした。1年目からレギュラーとしてプレーし、リーグ制覇に貢献。2004年にはベルギー・ゴールデン・シューに選ばれた。2005-06シーズンは怪我により出場機会が限られたが、2度目の優勝を経験した。

### ハンブルガーSV
2006年6月9日、ベルギー代表の先輩であるダニエル・ファン・ブイテンをバイエルン・ミュンヘンに放出したハンブルガーSVに移籍金1000万ユーロで移籍した。しかし、移籍初年度は怪我により6試合の出場に終わった。2007-08シーズンはティモシー・アトゥバ、ヨリス・マタイセンらとレギュラーを争ったが、23試合の出場に留まった。結局、HSVではレギュラー確保には至らなかった。

### マンチェスター・シティ
2008年8月22日にマンチェスター・シティFCに移籍金600万ポンドの4年契約で移籍。背番号は「33」となった。移籍直後のウェストハム・ユナイテッドFC戦でプレミアリーグデビュー。9月28日のウィガン・アスレティックFC戦で移籍後初ゴールを挙げた。移籍初年度からレギュラーとして34試合に出場した。2009-10シーズンも引き続きレギュラーとしてプレーし、2009年10月19日には新たに5年契約を結んだ。
それまではCBとボランチの両方で使われていたが、新たに背番号「4」を背負って臨んだ2010-11シーズンはCBに固定され、カルロス・テベスの不在時はキャプテンとしてプレーするなどチームを牽引。9月25日のチェルシー戦で1-0の完封勝利に貢献しマン・オブ・ザ・マッチに選出、11月10日のマンチェスター・ユナイテッドとのマンチェスター・ダービーでも完封での引き分けに貢献した。自身最多となるリーグ戦37試合、全大会合計50試合に出場し、リーグ戦最少失点タイを記録した守備陣の中心として活躍。シティのクラブ史上初のチャンピオンズリーグ出場権獲得と、FAカップ優勝に貢献し、自身もPFA年間ベストイレブンに選出された。
新主将として臨んだ2011-12シーズンは年間を通して安定したパフォーマンスを披露してシティを最終ラインから牽引し、44年ぶりのプレミアリーグ優勝 に貢献した。また、コーナーキックからヘディングで決勝ゴールを挙げた2012年4月30日のマンチェスター・ダービーでの活躍 なども評価されて2011-12シーズンのプレミアリーグのシーズンMVPに選出された。また、PFA年間ベストイレブンにも2年連続で選出された。また7月26日にはシティとの契約を新たに6年間延長することがクラブの公式HPにて発表された。
2012-13シーズンは怪我がちで、国内リーグでは26試合の出場にとどまった。
2013-14シーズンは28試合に出場、ウエストハム戦ではゴールも決めリーグ優勝に貢献した。
2016-17シーズンは負傷離脱と復帰を繰り返していたが、4月15日のサンダーランド戦以降は最終節まで連続出場した。4月15日のサンダーランドAFC戦、5月6日のクリスタル・パレスFC 戦、最終節のワトフォードFC 戦ではゴールも決めた。
2017-18年度、EFLカップ決勝対アーセナルではチームの2点目を決め優勝に貢献。また後半戦は試合出場が増え、リーグ優勝にも貢献した。
2018-19シーズン、リヴァプールと優勝を争い、最終節を前に引き分けも許されないレスター戦では値千金の決勝ゴールとなるミドルシュートを決めてチームに勝利をもたらし、この勝利が最終的なプレミアリーグ2年連続への優勝につながった。FAカップ決勝に出場したのがシティでのラストマッチになったが、最後のシーズンにキャプテンとしてリーグ優勝、FAカップ、リーグカップの3冠獲得に貢献した。

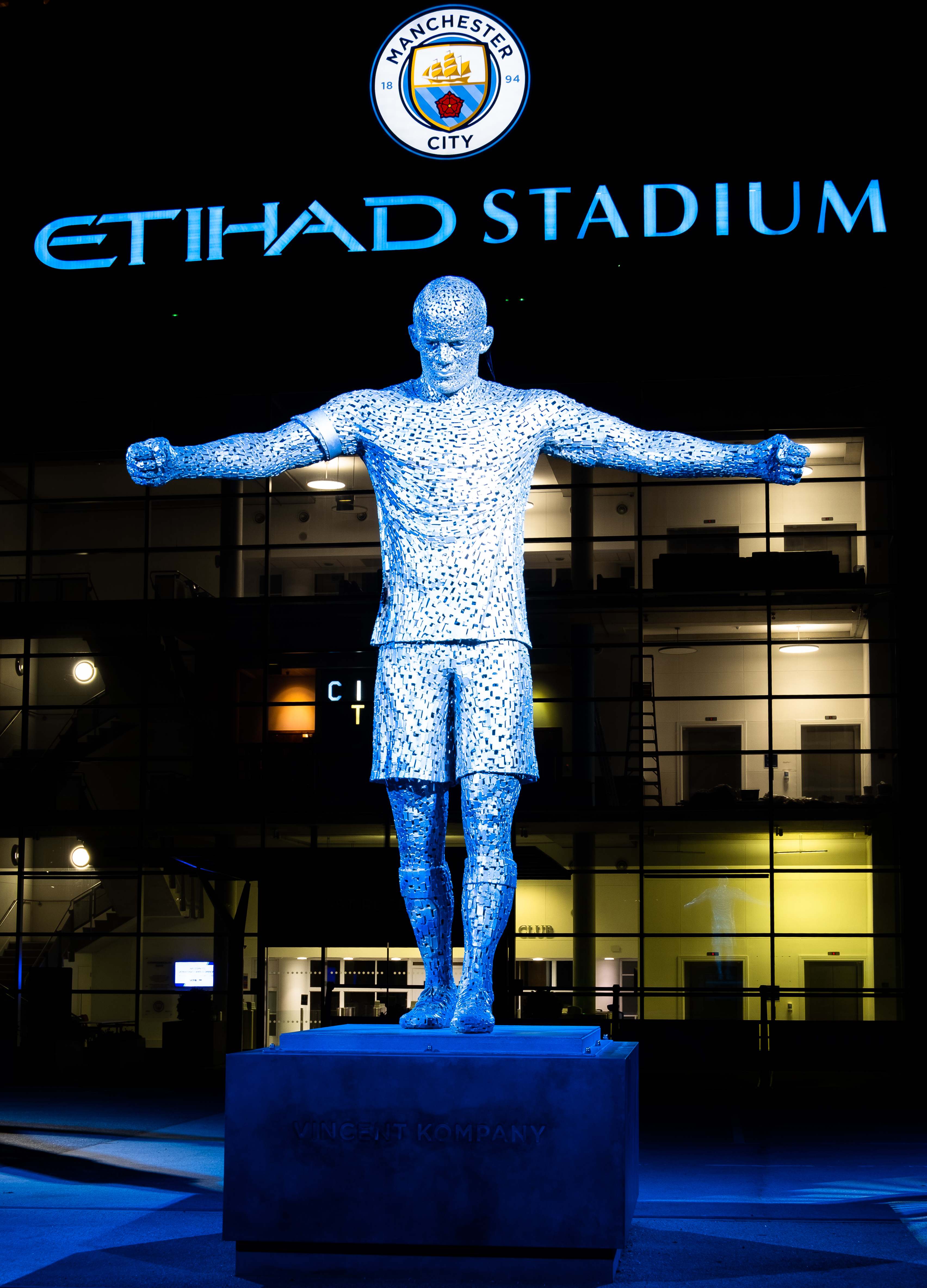
エティハド・スタジアム前に建てられたコンパニの銅像

2019年5月19日、2018-2019シーズンをもってマンチェスターシティを退団することを発表した。在籍中はキャプテンとしてリーグ優勝4度など、クラブの躍進に重要な役割を果たし続けた功績から、スタジアム前にダビド・シルバの銅像と共にコンパニの銅像が建設されることをチームが明かした。

### アンデルレヒト復帰
選手兼任監督として3年契約で復帰。2006年以来の古巣復帰となった。

## 代表経歴
2004年にフランス戦で、ベルギー代表デビュー。北京五輪には当初ハンブルガーが派遣しない方針であったが、結局許可が下り出場し、メダル獲得はならなかったもののベルギーのベスト4進出に貢献した。
ベルギー代表ではレギュラーに定着し、2010年5月19日のブルガリアとの親善試合で代表初得点となる決勝点を挙げた。
2014 FIFAワールドカップのメンバーに選出され、出場した。
2018 FIFAワールドカップでは、コンディションの不良で控え選手としてスタートしたが、1次リーグ最終戦のイングランド戦に途中出場、決勝トーナメント1回戦の日本戦以降は先発に復帰、チームのワールドカップ3位に貢献した。

## 監督経歴

### アンデルレヒト
2020年8月17日、サッカー選手としての現役引退とRSCアンデルレヒトの監督に就任することが発表された。
その6日後、ムスクロンとの試合で正式に監督デビューを果たすも、アディショナルタイムに同点ゴールを許し引き分けに終わった
ベルギーカップでは、準決勝まで進んだが、KRCヘンクに1-2で敗れて敗退した。一方、リーグ戦ではプレーオフの末に4位となり、UEFAカンファレンスリーグ予選の出場権を獲得して終了した。
2021年8月、コンパニ率いるアンデルレヒトはカンファレンスリーグ・プレーオフでオランダのSBVフィテッセに4-5（2戦合計）で敗れたことで本大会への出場は途絶え
、リーグ戦も3位で終えた。
2022年5月26日にアンデルレヒトの監督を退任した。

### バーンリー
2022年6月14日にEFLチャンピオンシップのバーンリーFCの監督に就任した。
当時、バーンリーは2021-22シーズンのプレミアリーグで降格しており、新型コロナウイルスの流行による経営難も相まったことでキャプテンのベン・ミーやジェームス・ターコウスキー、ニック・ポープ、マクスウェル・コルネ、ドワイト・マクニール、ネイサン・コリンズなどの主力選手を含む14人がチームから去った状況だった。その状況下で前任のショーン・ダイチがロングボール主体の戦略であったのに対し、コンパニはハイプレス・ハイラインを駆使しつつ最終ラインからゲームを組み立てるポゼッションサッカー主体の戦略に大きく転換させた。
その結果、10月は5勝3分けの無敗の成績を収めてその月を首位で終えたコンパニはチャンピオンシップの月間最優秀監督賞を受賞。さらに、12月には2度目の受賞を果たし、2023年1月と2月の月間最優秀監督賞も受賞した。
4月7日、バーンリーはミドルズブラとのアウェー戦に2-1で勝利したことで史上最速となるチャンピオンシップで7試合を残してのプレミアリーグ復帰を決めた。23日、コンパニはチャンピオンシップのシーズン最優秀監督に選ばれ、その2日後にはブラックバーン・ローヴァーズも下して、チャンピオンシップのタイトルを獲得した。5月7日、バーンリーとの契約を2028年まで延長することが発表された。コンパニ率いるバーンリーは最終的に勝ち点を101に伸ばし、2013-14シーズンのレスター・シティ以来となる勝ち点100以上でシーズンを終えた。
2023年8月11日、コンパニ自身も選手として活躍したマンチェスター・シティとターフ・ムーアで対戦して監督としてのプレミアリーグデビューを果たすも、プレミアリーグ3連覇中だったシチズンに0-3で敗れた。
12月23日、プレミアリーグで初めて女性が主審を務めた試合としても注目されたフラム戦を2-0で勝利し、降格圏から脱出した。
2024年3月30日、チェルシー戦でバーンリーのロレンツ・アシニョンがこの日2枚目のイエローカードで退場処分になったことに激しく抗議し、コンパニはプレミアリーグで10年ぶり（2014年3月15日のハル・シティ戦以来）となるレッドカードを受けて退場処分となった。5月11日、負ければ2部降格となる状況でトッテナムと対戦。先制点こそ挙げたものの、その後逆転されて1-2で敗れたことでわずか1シーズンでの降格となった。

### バイエルン・ミュンヘン
2024年5月29日、2027年6月までの3年契約でバイエルン・ミュンヘンの監督に就任した。

## 個人成績
| クラブ                 | シーズン       | リーグ戦                  | リーグ戦 | リーグ戦 | カップ戦 | カップ戦 | リーグ杯 | リーグ杯 | 国際大会 | 国際大会 | その他 | その他 | 通算 | 通算 |
| クラブ                 | シーズン       | ディビジョン              | 出場     | 得点     | 出場     | 得点     | 出場     | 出場     | 得点     | 得点     | 出場   | 得点   | 出場 | 得点 |
| ---------------------- | -------------- | ------------------------- | -------- | -------- | -------- | -------- | -------- | -------- | -------- | -------- | ------ | ------ | ---- | ---- |
| アンデルレヒト         | 2003-04        | ファースト・ディビジョン  | 29       | 2        | 5        | 0        | —        | —        | 9        | 0        | 1      | 0      | 44   | 2    |
| アンデルレヒト         | 2004-05        | ファースト・ディビジョン  | 32       | 2        | 1        | 0        | —        | —        | 7        | 0        | —      | —      | 40   | 2    |
| アンデルレヒト         | 2005-06        | ファースト・ディビジョン  | 12       | 1        | 1        | 0        | —        | —        | 6        | 1        | —      | —      | 19   | 2    |
| アンデルレヒト         | 通算           | 通算                      | 73       | 5        | 7        | 0        | —        | —        | 22       | 1        | 1      | 0      | 103  | 6    |
| ハンブルガー           | 2006-07        | ブンデスリーガ            | 6        | 0        | 0        | 0        | 2        | 1        | 5        | 0        | —      | —      | 13   | 1    |
| ハンブルガー           | 2007-08        | ブンデスリーガ            | 22       | 1        | 4        | 0        | —        | —        | 11       | 2        | —      | —      | 37   | 3    |
| ハンブルガー           | 2008-09        | ブンデスリーガ            | 1        | 0        | 0        | 0        | —        | —        | 0        | 0        | —      | —      | 1    | 0    |
| ハンブルガー           | 通算           | 通算                      | 29       | 1        | 4        | 0        | 2        | 1        | 16       | 2        | —      | —      | 51   | 4    |
| マンチェスター・シティ | 2008-09        | プレミアリーグ            | 34       | 1        | 1        | 0        | 1        | 0        | 9        | 0        | —      | —      | 45   | 1    |
| マンチェスター・シティ | 2009-10        | プレミアリーグ            | 25       | 2        | 3        | 0        | 4        | 0        | —        | —        | —      | —      | 32   | 2    |
| マンチェスター・シティ | 2010-11        | プレミアリーグ            | 37       | 0        | 5        | 0        | 0        | 0        | 8        | 0        | —      | —      | 50   | 0    |
| マンチェスター・シティ | 2011-12        | プレミアリーグ            | 31       | 3        | 1        | 0        | 0        | 0        | 9        | 0        | 1      | 0      | 42   | 3    |
| マンチェスター・シティ | 2012-13        | プレミアリーグ            | 26       | 1        | 4        | 0        | 0        | 0        | 6        | 0        | 1      | 0      | 37   | 1    |
| マンチェスター・シティ | 2013-14        | プレミアリーグ            | 28       | 4        | 2        | 0        | 3        | 0        | 4        | 1        | —      | —      | 37   | 5    |
| マンチェスター・シティ | 2014-15        | プレミアリーグ            | 25       | 0        | 1        | 0        | 0        | 0        | 7        | 0        | 0      | 0      | 33   | 0    |
| マンチェスター・シティ | 2015-16        | プレミアリーグ            | 14       | 2        | 0        | 0        | 1        | 0        | 7        | 0        | —      | —      | 22   | 2    |
| マンチェスター・シティ | 2016-17        | プレミアリーグ            | 11       | 3        | 2        | 0        | 2        | 0        | 0        | 0        | —      | —      | 15   | 3    |
| マンチェスター・シティ | 2017-18        | プレミアリーグ            | 17       | 1        | 1        | 0        | 1        | 1        | 2        | 0        | —      | —      | 21   | 2    |
| マンチェスター・シティ | 2018-19        | プレミアリーグ            | 17       | 1        | 1        | 0        | 3        | 0        | 4        | 0        | 1      | 0      | 26   | 1    |
| マンチェスター・シティ | 通算           | 通算                      | 265      | 18       | 21       | 0        | 15       | 1        | 56       | 1        | 3      | 0      | 360  | 20   |
| アンデルレヒト         | 2019-20        | ファースト・ディビジョンA | 15       | 1        | 3        | 0        | —        | —        | —        | —        | —      | —      | 18   | 1    |
| キャリア総通算         | キャリア総通算 | キャリア総通算            | 382      | 25       | 35       | 0        | 17       | 2        | 94       | 4        | 4      | 0      | 532  | 31   |

1. ↑  ベルギー・スーパーカップ
2. 1 2 3  FAコミュニティ・シールド

## 代表歴

### 出場大会
- ベルギー代表
  - 2014 FIFAワールドカップ
  - 2018 FIFAワールドカップ

### 試合数
- 国際Aマッチ 89試合 4得点（2004年-2019年）[38]

| ベルギー代表 | 国際Aマッチ | 国際Aマッチ |
| 年           | 出場        | 得点        |
| ------------ | ----------- | ----------- |
| 2004         | 8           | 0           |
| 2005         | 6           | 0           |
| 2006         | 2           | 0           |
| 2007         | 5           | 0           |
| 2008         | 6           | 0           |
| 2009         | 2           | 0           |
| 2010         | 7           | 1           |
| 2011         | 10          | 1           |
| 2012         | 6           | 2           |
| 2013         | 4           | 0           |
| 2014         | 11          | 0           |
| 2015         | 5           | 0           |
| 2017         | 3           | 0           |
| 2018         | 12          | 0           |
| 2019         | 2           | 0           |
| 通算         | 89          | 4           |

### 得点
| #  | 開催年月日     | 開催地                                     | キャップ数 | 対戦国         | スコア | 結果 | 試合概要              |
| -- | -------------- | ------------------------------------------ | ---------- | -------------- | ------ | ---- | --------------------- |
| 1. | 2010年5月19日  | ブリュッセル, ボードゥアン国王競技場       | 31         | ブルガリア     | 2–1    | 2–1  | 親善試合              |
| 2. | 2011年10月7日  | ブリュッセル, ボードゥアン国王競技場       | 43         | カザフスタン   | 3–0    | 4–1  | EURO 2012・予選       |
| 3. | 2012年9月7日   | カーディフ, カーディフ・シティ・スタジアム | 48         | ウェールズ     | 1–0    | 2–0  | ブラジルW杯・欧州予選 |
| 4. | 2012年10月16日 | ブリュッセル, ボードゥアン国王競技場       | 51         | スコットランド | 2–0    | 2–0  | ブラジルW杯・欧州予選 |

## 監督成績
2024年5月21日現在
| クラブ                       | 就任          | 退任          | 記録 | 記録 | 記録 | 記録 | 記録   |
| クラブ                       | 就任          | 退任          | 試   | 勝   | 分   | 敗   | 勝率   |
| ---------------------------- | ------------- | ------------- | ---- | ---- | ---- | ---- | ------ |
| アンデルレヒト（選手兼監督） | 2019年7月1日  | 2020年8月16日 | 5    | 0    | 2    | 3    | 000.00 |
| アンデルレヒト               | 2020年8月17日 | 2022年6月30日 | 92   | 42   | 32   | 18   | 045.65 |
| バーンリー                   | 2022年7月1日  | 2024年5月29日 | 96   | 41   | 24   | 31   | 042.71 |
| 合計                         | 合計          | 合計          | 193  | 83   | 58   | 52   | 043.01 |

## 人物
父親はコンゴ民主共和国の出身で、現在代理人を務めている。2018年にブリュッセルの自治体の1つであるガンショアンの市長に就任した。コンパニはFIFAの大使として、父親の故郷であるコンゴ民主共和国において子供たちに住居や学校教育を提供するチャリティー活動をしている。
2011年に結婚しており、また結婚前の2010年に既に娘が生まれている。
小学校はフラマン語で教育を受ける学校であったため、母語であるフランス語の他にフラマン語も話すことができる。

## 評価
シティでCBのコンビを組んでいたジョリオン・レスコットはコンパニを「リーグでも際立ったプレーをしている」と評価。また、同じくディフェンスラインを組むアレクサンダル・コラロヴは「ネマニャ・ヴィディッチのレベルになることができる」と代表での元チームメイトの名前を出し、世界的なディフェンダーになれると評価している。

## タイトル

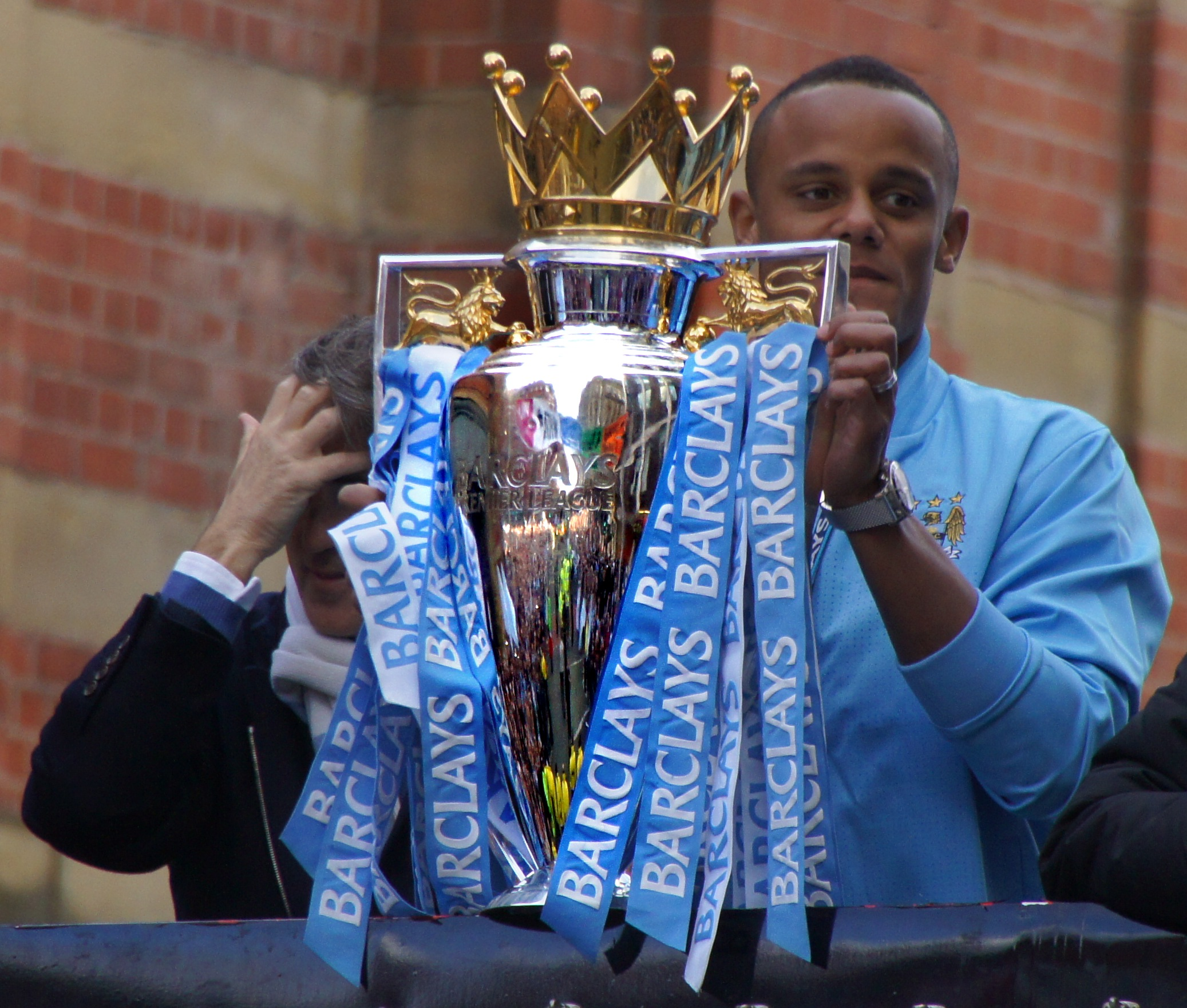
プレミアリーグのトロフィーを手にするコンパニ

### 選手
クラブ
アンデルレヒト
- ベルギー・ファースト・ディビジョンA：2003-04, 2005-06
- ベルギー・スーパーカップ：2006

ハンブルガー
- UEFAインタートトカップ：2007

マンチェスター・シティ
- プレミアリーグ：2011-12, 2013-14, 2017-18, 2018-19
- FAカップ：2010-11, 2018-19
- EFLカップ：2013-14, 2015-16, 2017-18, 2018-19
- FAコミュニティ・シールド：2012, 2018

ベルギー代表
- FIFAワールドカップ3位 : 2018

個人
- ベルギー・ゴールデン・シュー : 2004
- ベルギー最優秀選手：2004-05
- ベルギー年間最優秀若手選手：2003-04, 2004-05
- エボニー・シュー：2004, 2005
- ベルギー年間最優秀選手：2010
- PFA年間ベストイレブン：2010-11, 2011-12, 2013-14
- プレミアリーグ年間最優秀選手：2011-12
- ESM年間ベストイレブン : 2011-12
- アラン・ハーダガー賞（英語版）
- マンチェスター・シティ・シーズン最優秀ゴール : 2018-19
- プレミアリーグ殿堂 : 2022

### 監督
クラブ
バーンリー
- EFLチャンピオンシップ : 2022-23

FCバイエルン・ミュンヘン
- ブンデスリーガ:2024-2025

個人
- EFLチャンピオンシップ月間最優秀監督 : 2022.10, 2022.12, 2023.1, 2023.2
- EFLチャンピオンシップ・シーズン最優秀監督 : 2022-23